# Kaple svaté Anny (Mšeno nad Nisou)
Kaple svaté Anny je římskokatolická barokní kaple ve Mšeně nad Nisou. Patří do děkanství Jablonec nad Nisou. Je od 3. 5. 1958 chráněna jako kulturní památka České republiky. Je hodnotnou ukázkou drobné venkovské sakrální památky, která je zároveň dokladem lidové zbožnosti v barokním období.

## Historie
Byla postavena pravděpodobně před mezi léty 1780–1782, nad vchodem je uveden letopočet 1782.

## Architektura
Jedná se o obdélnou barokní stavbu s polokruhově odsazeným závěrem. Na průčelí je vykrajovaný rámec, obdélný portál a okno polokruhově ukončené. Trojúhelný štít má kaple ve vrcholu zkosený. Je ukončen polokruhovým obloučkem. Vnitřek kaple je sklenut valeně s lunetami. Závěr je sklenut konchou. Nedaleká socha Piety pochází z roku 1786.